# Aprílová dohoda
Dubnová dohoda (oficiálně „Záznam o dohodě předsednictva DS Slovenska“) byla dohoda mezi představiteli Demokratické strany (DS), která byla do té doby vnímána jako protestantská strana a členy její katolické frakce. Dohodu inicioval předseda strany Jozef Lettrich.

## Historie
Katolíci byli zastoupeni kanovníky Andrejem Cvinčekem, Milošem Bugárem, Jánem Kempným a Kornelem Filem. Podepsaná byla 30. března 1946 v bytě Lettrichových v Bratislavě, ale byla oznámena až 5. dubna, měsíc před volbami v roce 1946, ve kterých se DS, také díky této dohodě, podařilo zvítězit. Pod nátlakem komunistů se od dohody po více než roce, v listopadu 1947, distancovalo vedení DS a přestala platit v lednu 1948. Komunistům se navzdory dubnové dohodě a prohře ve volbách podařilo rozložit a porazit DS v únorovém převratu 1948.

## Podepsaní[1]
- Jozef Lettrich
- Ján Ursíny
- Jozef Styk
- Matej Josko
- Rudolf Fraštacký
- Samo Belluš
- Fedor Hodža

„Katolíci“:
- Andrej Cvinček
- Kornel Filo
- Ján Kempný
- Miloš Bugár

## Obsah a význam
Po válce v roce 1945 byly na Slovensku povoleny pouze dvě politické strany Komunistická strana Slovenska (KSS) a Demokratická strana, které mezi sebou velmi ostře soupeřily o přízeň voličů před parlamentními volbami, které se měly konat 26. května 1946.
Dubnová dohoda má přibližně dvě strany rozdělené do 10 článků. Je koncipována jako vnitrostranický dokument zaměřený na opatření strany před volbami. Dohoda programově i personálně (poměr 2:1 na kandidátce a v poměru 7:3 v orgánech strany ve prospěch katolíků) vyšla vstříc požadavkům katolíků, kteří nezaložili vlastní stranu a tak do voleb šla DS jako jednotná strana s širokou podporou. Katolíci Kempný a Bugár se staly členy užšího předsednictva Demokratické strany ve funkcích generálních tajemníků (dalším byl evangelík Fedor Hodža).
Dohoda byla vnitrostranickým dokumentem (oficiálně „Záznam o dohodě předsednictva DS Slovenska“) i proto, že byla formálním vyjádřením toho, co bylo předtím dohodnuto ústně, že katolíci nezaloží vlastní Křesťansko-republikánskou stranu a za to získají větší vliv v DS. (Kempný a Bugár se staly členy užšího předsednictva a proto dohoda byla vlastně záznamem o jednání předsednictva DS). Dohoda obsahovala instrukce k sestavování kandidátních listin (čl. III), obsazení ústředního sekretariátu (Čl. VI), doplnění předsednictva a změny ve Sboru pověřenců a ve vládě (Čl. VII) a proto nebyla oficiálně zveřejněna ale jen zmíněna v letáku DS v dubnu 1946.
Dohoda byla i reakcí na založení Strany svobody 1. března 1946, která vznikla za tiché podpory KSS (která ovládala Národní frontu) a měla od DS odlákat katolický orientované voliče.

## Dopad a reakce
Dohoda, zejména v očích veřejnosti, prezentovala DS jako sjednocenou sílu zastupující zájmy všech věřících a jako reálnou protiváhu komunistů. I díky této dohodě DS v těchto volbách na Slovensku zvítězila, když získala 62% a KSS jen 31% hlasů.
Po prohraných volbách komunisté obviňovali DS z protistátního spiknutí, o jehož odhalení informoval náměstek předsedy československé vlády V. Široký (28.11.1946). Dubnová dohoda byla komunisty označena jako „pakt s luďáctvím, který umožnil volné šíření myšlenek propagovaných luďáckou emigrací“. Podstatou obvinění byla takzvaná spolupráce se zahraniční „protičeskoslovenskou“ emigrací. Tezi, že DS připravuje „puč“ a její poslanci jsou „spiklenci“, kteří slouží zájmům velkostatkářů, fašistů atd. a jejich cílem je obnoviť „ľudáctví“ komunisté dostali do veřejné diskuse před i po volbách. Napomáhalo jim v tom utajování samotné dohody DS i po volbách (zveřejnil ji Slovák v Americe 10. prosince 1946 a na Slovensku dr. Husák v březnu 1947 ). Komunisté obvinili DS, že součástí dohody byl i tajný dodatek (který nikdo nikdy nenašel ani nepotvrdil) o milosti pro bývalého prezidenta Tisa. Jako důkaz 10. června 1947 prezentoval poslanec KSS Bacílek odvolání z funkce předsedy Nejvyššího soudu Igora Daxner, který vynesl rozsudek nad Tisem a které DS v hlasování SNR podpořila. 11. června 1947 předložila KSČ NF materiál o „podvratné činnosti DS“.
Na základě vykonstruovaných obvinění byl z veřejného života odstraněn Ursíny a potom v politicky motivovaných procesech byli odsouzeni Kempný i Bugár.
Dohoda prakticky přestala platit na II. sjezdu DS v lednu 1948. Komunistům se navzdory dubnové dohodě a prohře ve volbách podařilo DS rozložit a v konečném důsledku porazit v únorovém převratu roku 1948 a vedoucí představitele DS uvěznit nebo vyhnat do exilu.